# Ramburelles
Ramburelles là một xã ở tỉnh Somme, vùng Hauts-de-France, Pháp.

## Địa lý
Thị trấn này tọa lạc trên đường D263, khoảng 10 dặm Anh về phía tây nam của Abbeville.

## Dân số
| 1926                                                         | 1931 | 1936 | 1962 | 1968 | 1975 | 1982 | 1990 | 1999 |
| ------------------------------------------------------------ | ---- | ---- | ---- | ---- | ---- | ---- | ---- | ---- |
| 222                                                          | 214  | 221  | 200  | 213  | 228  | 211  | 231  | 210  |
| Số liệu điều tra dân số từ năm 1962, dân số không tính trùng |      |      |      |      |      |      |      |      |